# فرانك ألبرت كوفمان
فرانك ألبرت كوفمان (بالإنجليزية: Frank Albert Kaufman)‏ هو قاضي ومحامي أمريكي، ولد في 4 مارس 1916 في بالتيمور في الولايات المتحدة، وتوفي في 31 يوليو 1997.